# Plazuelas
Plazuelas es un yacimiento arqueológico ubicado en la comunidad de San Juan El Alto Plazuelas, a pocos kilómetros al oeste de la ciudad de Pénjamo, Guanajuato, en una de las estribaciones de la Sierra de Pénjamo, ocupando un área de 34 hectáreas. Actualmente la zona arqueológica más importante del estado de Guanajuato.
En 2017 fu nombrada una de Las 50 Maravillas de Guanajuato por el dolorense Emmanuel Pérez Balderas.

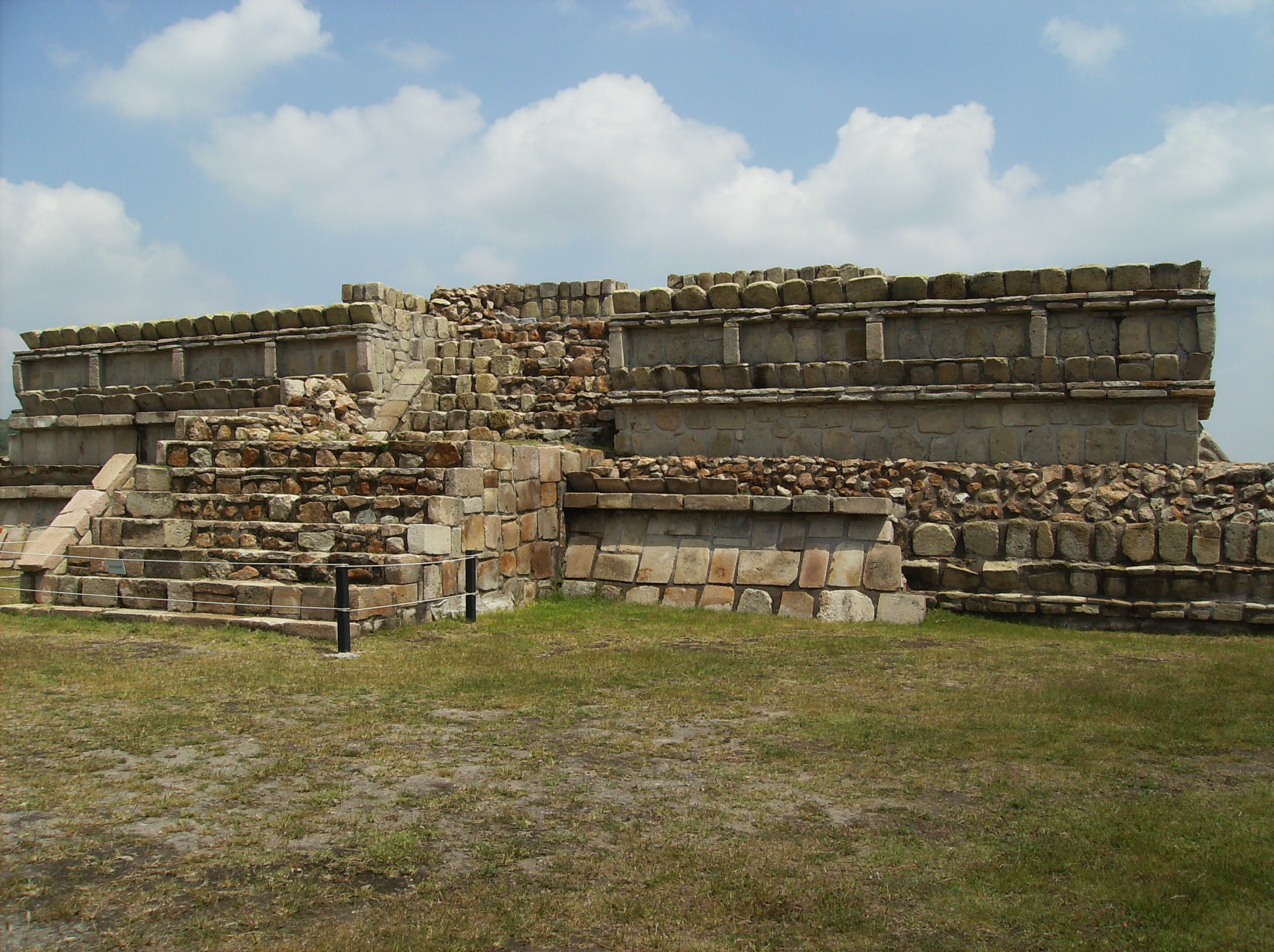
Pirámide de la zona arqueológica de Plazuelas.

## Ubicación
Se localiza en la comunidad de Plazuelas en la sierra de Pénjamo, en una de sus estribaciones, a 15 minutos de la ciudad de Pénjamo por la carretera federal 90 rumbo a la Piedad Michoacán. Existe una desviación a un costado de esta carretera federal, donde inicia la carretera municipal que lleva a las pirámides en la cual, al inicio, aparece un letrero de bienvenida y presentación de la zona arqueológica

## Historia
El sitio muestra evidencias arqueológicas de ocupación del periodo clásico, entre los años 600 y 900 de nuestra era. Los habitantes de Plazuelas provenían de diferentes etnias. Al cabo de 300 años de haberse construido y poblado la ciudad, fue destruida, quemada y posteriormente abandonada.

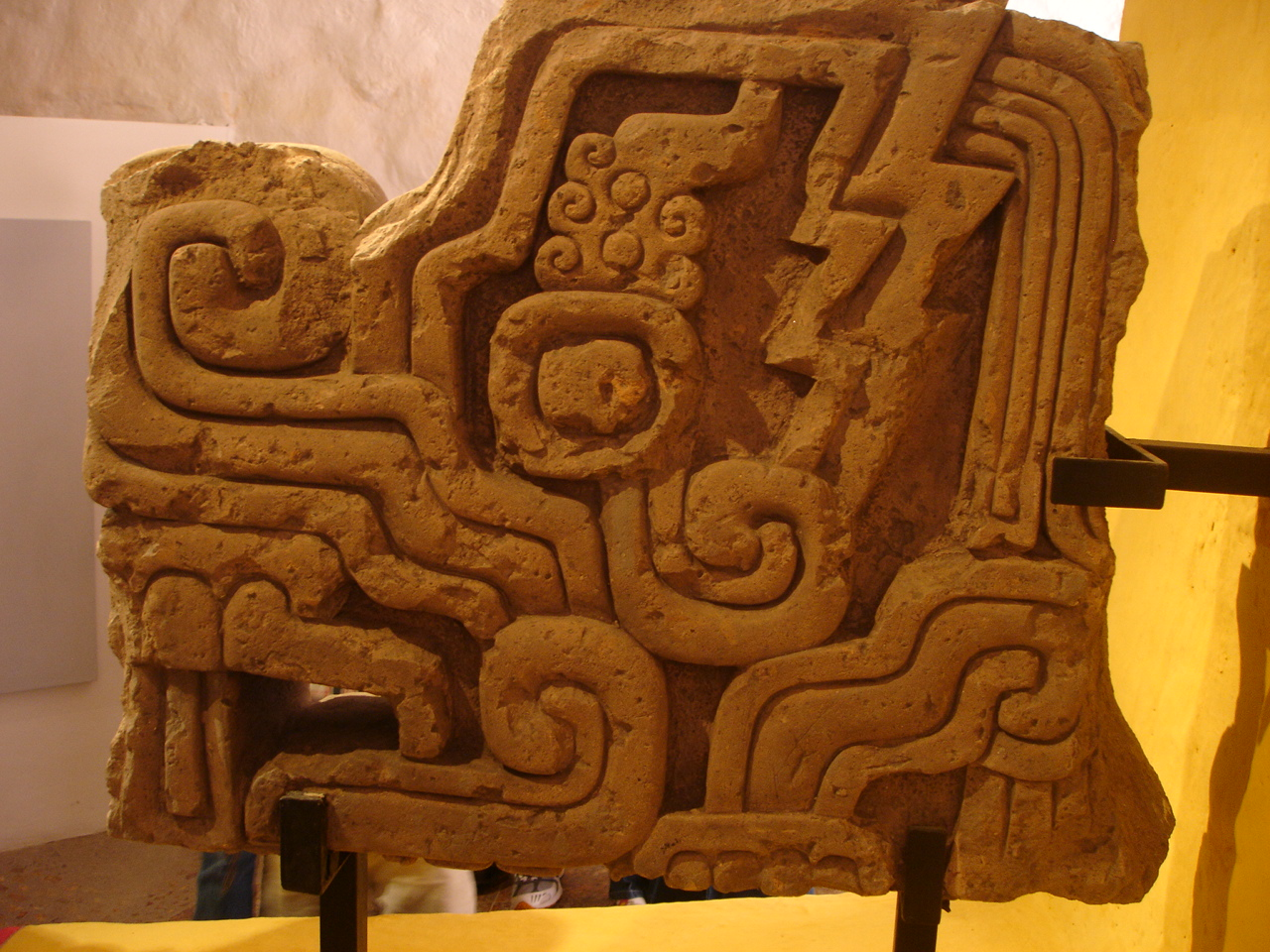
Pieza de la zona arqueológica de Plazuelas, resguardada en el Museo de la Zona.

## Composición de la Zona
Está compuesta por diversos edificios hechos a base de cantera, misma que fue tomada de la cañada donde se encuentra; cuenta además con una plaza de juego de pelota, un temazcal y jardines hundidos por los que se comunican las edificaciones, de la cual fue contemporánea y actualmente se encuentra en discusión si fueron los chichimecas quienes la fundaron o una cultura desconocida a la cual se le ha atribuido el título de "el bajío"..

## Zona arqueológica única en su tipo
Alrededor de la zona se encuentran dispersas más de 1000 piedras talladas con diversos temas, inclusive una maqueta donde se muestran y aprecian hoy día el complejo arqueológico. Única zona arqueológica que cuenta con este tipo de obras. A tal punto que cerca del área protegida, alcanzado ya por la ciudad, afuera de una tienda de abarrotes, hay una roca tallada con una pirámide incompleta, y un curioso personaje que los habitantes de la comunidad denominan el "Huachimonton".

## Recreación
- Actualmente el lugar cuenta con un Museo de Sitio donde se exhiben piezas encontradas en el lugar durante la restauración y excavaciones de la zona.
- Aún faltan más pirámides por desenterrar y en las descubiertas falta aún restauración y estudio para poder comprender a fondo la historia de esta enigmática ciudad prehispánica.
- Un agradable río de agua azul que conserva fauna y flora de su pasado, corre en la cañada donde se encuentran las pirámides principales, esta agua es tan pura y limpia que es de consumo directamente de su ojo de nacimiento.
- Hay venta de comida regional los fines de semana.
- Existen tiendas de recuerdos en la zona arqueológica, así como guías que explican a detalle la historia y composición de la zona.

## Recorrido
Plazuelas está construida sobre tres laderas separadas por dos cañadas, en la cañada oriental nace de un pequeño manantial el arroyo Agua Nacida que era hasta hace unos años la principal fuente de agua en la región, mientras que la cañada occidental, conocida localmente como la barranca de Los Cuijes, sólo lleva agua en época de lluvias.
El sitio está conformado por cinco edificios; en la ladera occidental solamente se encuentra la cancha de un juego de pelota orientado sobre el eje Este-Oeste, en tanto que en la ladera oriental tenemos un edificio de planta anular asociado a la tradición de edificios circulares de Guachimontones,  Teuchitlán, Jalisco (Weigand, 1993), al que llaman en la región El Cajete, y un conjunto de tres basamentos piramidales que conforman una plaza abierta al sur, asociada a dos terrazas que nivelan suavemente el terreno.
La ladera central es en este sitio el elemento que implicó el mayor esfuerzo constructivo, ya que su declive natural fue corregido para lograr conformar una gran explanada, la que sugiere la concentración de un gran número de personas. Al sur, un juego de pelota orientado norte-sur se comunica mediante una calzada con el edificio más grande de este sitio, al que le llaman en el vecino poblado de Plazuelas "las casas tapadas".
Este edificio conlleva en su diseño un elemento tradicional de los pueblos que habitaron el Bajío, al que se le ha denominado patio hundido, ya que se encuentra en un nivel inferior dentro del edificio mencionado (Castañeda, 1998).
Casas Tapadas consta de una gran plataforma rectangular sobre la cual se construyeron tres basamentos piramidales ubicados perimetralmente al sur, al norte y al oriente, un basamento mayor en el centro, y un pequeño "recinto" erigido entre los basamentos norte, sur y centro.
Los basamentos perimetrales se encuentran unidos mediante un grueso muro con 
una larga banqueta adosada a su fachada interior, interrumpida por siete accesos: tres al norte, tres al sur y uno al poniente.
El edificio tiene dos ampliaciones, una sobre el lado norte y otra sobre el sur; en el primer caso la ampliación forma un patio cuadrangular en el poniente y un patio rectangular en el oriente comunicados mediante un pasillo que corre paralelo al basamento. Esta ampliación se comunica al exterior mediante cuatro escaleras. En el sur, debido al declive del terreno, el adosamiento conforma una larga terraza de forma similar a la ampliación norte, y presenta al centro del lado sur, una escalera que desemboca en la calzada que lo une con el juego de pelota.

## Detalles de la Arquitectura

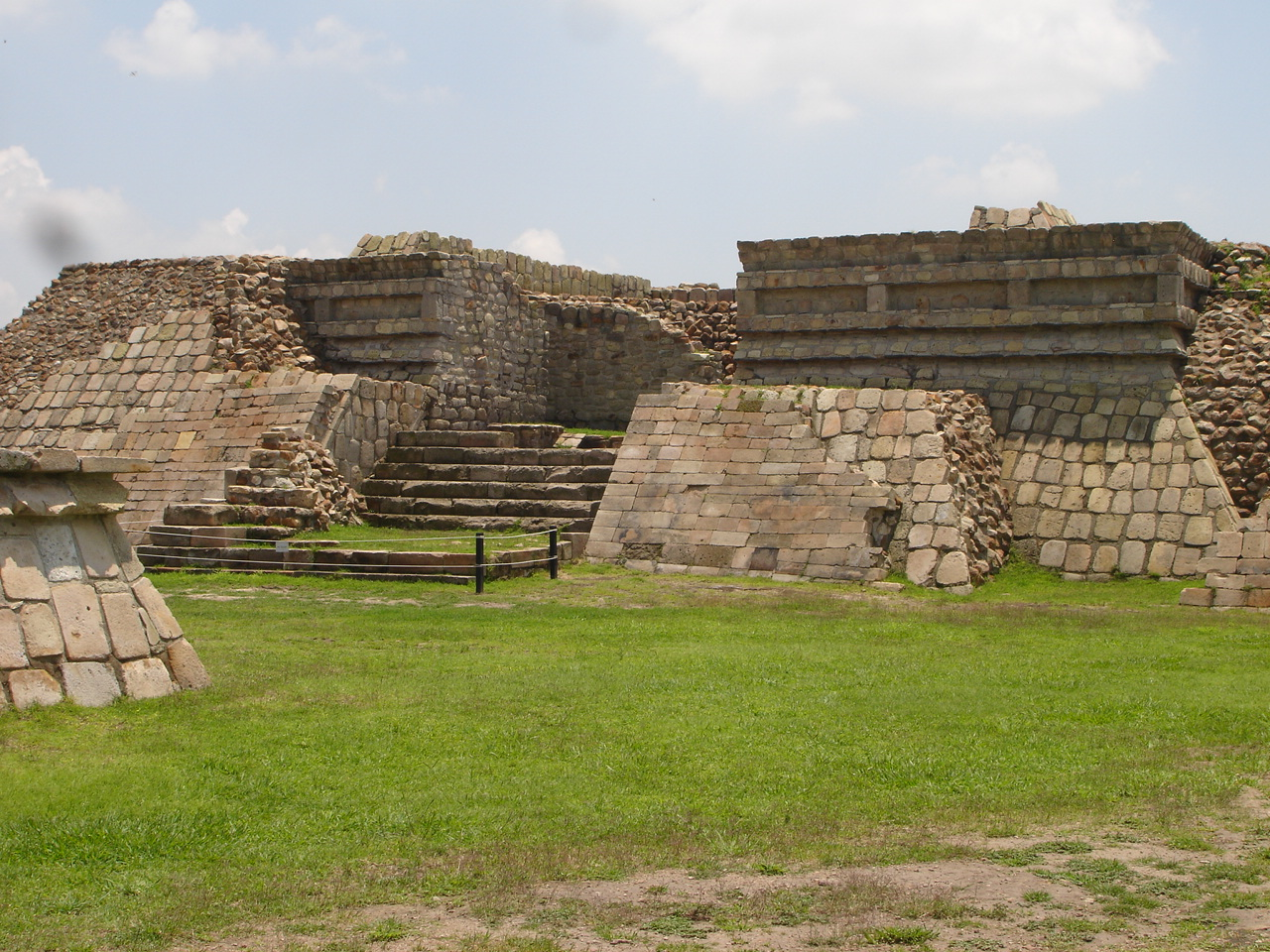
Pirámide de la zona arqueológica de Plazuelas.

Las exploraciones de 1999 han permitido observar diversos elementos en los basamentos norte y sur. Ambos fueron modificados tres veces y en su primer momento constructivo guardaban en su diseño cierta simetría, teniendo como ornamentación una saliente sobre el talud del muro, la que se vuelve más compleja en la segunda etapa del basamento norte, mientras en el sur tiende a ser más sencilla; en los dos casos, una laja es la que recibe el peso de las piedras talladas que conforman el ornamento.
En la tercera etapa el diseño de los edificios cambia totalmente, en el sur, el perfil del basamento es austero, pues el talud del muro no presenta ningún adorno mientras en el norte la saliente está conformada con grandes piedras talladas que se contienen así mismas, resolviendo el esfuerzo de carga de las lajas.
El recinto es un elemento muy escaso en Guanajuato. Su planta arquitectónica figura una T y fue encontrado en un lamentable estado de conservación; al parecer fue destruido en época prehispánica. La silueta de su muro perimetral presenta también la saliente monolítica de la última etapa del basamento norte y se encuentran entre los escombros, tallados en grandes piedras, caracoles cortados que debieron rematar el edificio. En su interior se encuentran las huellas de un muro que dividía en dos el espacio, cubierto con un piso de tierra sobre el cual se observan rastros que podrían corresponder a dos pequeños patios porticados.
El acceso principal de Casas Tapadas es mediante una calzada limitada por bajos muros en el poniente. Por el norte, un afloramiento rocoso fue reacomodado para dar forma a varios escalones que marcan un suave descenso en línea recta al manantial.
Rodeando la parte superior de la ladera central, se encuentra una abundante afloración de rocas ígneas, cuyas superficies fueron utilizados por los antiguos habitantes para grabar en ellas un gran número de elementos que representan en alto y bajo relieve, oquedades, círculos, líneas de puntos, líneas continuas, espirales, círculos concéntricos, figuras zoomorfas, planos y maquetas de edificios aislados y de complejos sitios.
Las maquetas señalan elementos arquitectónicos que se encuentran en el Bajío, como patios hundidos y otros de lejanas regiones como los guachimontones, lo que refuerza la hipótesis de la pluriétnicidad de estas tierras (Castañeda y Casimir, 1999).
Entre ellas, sobresale una maqueta donde se observa con gran detalle las particularidades de Casas Tapadas, siendo sorpresivo que los elementos en ella tallados, accesos, escaleras, pasillos y planta arquitectónica de los basamentos o el recinto, aparezcan en el edificio conforme avanzan las excavaciones.

## Rescate y los Petroglifos
Desde principios del siglo XXI, se comenzaron los estudios de la zona, por parte del Instituto Nacional de Antropología e Historia bajo la dirección del Arqueólogo veracruzano Carlos Castañeda López y un equipo multidisciplinario. Dada su importancia, las labores de restauración fueron enfocadas en primera instancia, a la exploración, consolidación y restauración de Casas Tapadas, logrando a la fecha, tener visible una gran parte del mismo. Así también, se completó el registro de las piedras talladas (petrograbados), como base de análisis para su estudio y conservación.
Se cree que parte de estos petrograbados contienen lo que en su momento pudo haber sido un plan de desarrollo urbano y sobre el cual se fueron descubriendo nuevas estructuras. Se cree que dichos "planos urbanos" grabados en afloramientos rocosos, no llegaron a completarse, pero dan testimonio del gran avance tecnológico de esta civilización en temas de urbanismo, defensa estratégica y tecnología constructiva. 
Entre los hallazgos relevantes con motivo de estos trabajos, se encuentran varios fragmentos de esculturas antropomorfas en piedra destruidos junto con el recinto, sobresaliendo una figura masculina, mutilada de manos, piernas y cabeza, que pareciera ser la representación de un cautivo, ya que lo delgado de su cuerpo, la curvatura de su espalda y la rigidez de los brazos pegados al cuerpo, señalan a un personaje amarrado y doblegado, como los que observamos completos en otros edificios de Mesoamérica.
Como parte de los trabajos de protección del sitio y su entorno, se realizaron con la arqueóloga Gladys Casimir y sus alumnos de la Universidad Veracruzana, una serie de recorridos en las inmediaciones del sitio con la finalidad de conocer su extensión para proponer su delimitación y áreas de resguardo a corto, mediano y largo plazo, complementados con estudios de carácter histórico y social sobre la comunidad y ejido vecino de San Juan el Alto Plazuelas, pues además de encontrarse una parte de sus viviendas sobre la zona habitacional prehispánica, es innegable que la conservación del sitio depende en mucho de la participación de sus actuales pobladores, por el mismo motivo se construyó un museo de sitio para el rescate de las piezas encontradas así como también un punto turístico de la zona.

## Existencia de otras zonas
En el territorio de Pénjamo se encuentran más zonas arqueológicas sobre todo en zonas montañosas de la sierra de Pénjamo y cerca de algunas comunidades que se encuentran cerca de otros montes, misma que el gobierno ha descuidado y que urge la presencia de instituciones como el INAH para su rescate, y además fue habitada por el grupo de los chahihuitles que era regionarios de la parte norte de Mesoamérica y dejaron todo por el grupo de aridoamérica los chichimecas (‘hombres perro’ en náhuatl).
Esto es muestra del rico pasado milenario de Pénjamo y Guanajuato, tan impresionante como su pasado colonial o virreinal.
- Datos: Q1504007